# Pixel 9a
O Pixel 9a é um smartphone Android concebido, desenvolvido e comercializado pela Google como parte da linha de produtos Google Pixel. Serve como variante intermédia dentro da série Pixel 9. O dispositivo possui características e funcionalidades semelhantes às da restante família Pixel 9, com o foco principal na sua durabilidade melhorada, capacidades de fotografia, bateria de longa duração, ferramentas com tecnologia de IA e integração com o assistente Gemini.
É o primeiro smartphone Pixel da série "A" a ter uma classificação IP68 de resistência ao pó e à água, e tem a maior bateria entre os equipamentos Pixel, com 5100 mAh. Esta bateria recebeu avaliações negativas por estar firmemente fixa ao hardware, o que impede a sua substituição ou reciclagem, contrariando as práticas atuais da indústria. O seu preço é de 499 dólares, o mesmo do seu antecessor.

## História
O Pixel 9a foi anunciado em 15 de março de 2025, através de uma publicação num blog da Google. O Pixel 9a segue a mesma mudança no lançamento sequencial do resto da série Pixel 9, com lançamento cerca de dois meses antes das gerações anteriores. Normalmente, os anteriores Pixels da série "A" eram anunciados em maio, próximo ou durante o evento Google I/O, mais ou menos na mesma altura. No mesmo dia em que o Pixel 9a foi anunciado, a Google identificou um possível "problema de qualidade de componentes" em alguns dispositivos, cancelou as pré-encomendas e adiou o lançamento do telefone para abril de 2025. O lançamento original estava previsto para 26 de março de 2025. Uma nova data de lançamento, 10 de abril, foi anunciada posteriormente, após o problema ter sido resolvido.

## Design
O design do Pixel 9a partilha semelhanças com a restante família Pixel 9, sendo a notável exceção as câmaras traseiras com sensores mais pequenos, agora quase niveladas com o corpo, em oposição ao recorte encontrado nos outros modelos da família. Comparativamente ao seu antecessor, o Pixel 8a, o corpo do dispositivo foi quadrado, com margens planas e arredondadas, combinando com o resto da série Pixel 9. É também o primeiro smartphone Pixel desde o Pixel 5a a não apresentar a habitual viseira ou recorte que se estende horizontalmente pela parte traseira, metade superior do dispositivo, onde estão as câmaras traseiras e outros sensores.
O Pixel 9a está disponível em quatro cores: Íris, Peónia, Porcelana e Obsidiana.
| Pixel 9a                                 | Pixel 9a                                  | Pixel 9a                                  | Pixel 9a                                  |
| ---------------------------------------- | ----------------------------------------- | ----------------------------------------- | ----------------------------------------- |
| Diagram of a Pixel 9 smartphone in pink. | Diagram of a Pixel 9 smartphone in green. | Diagram of a Pixel 9 smartphone in white. | Diagram of a Pixel 9 smartphone in black. |
| Íris                                     | Peónia                                    | Porcelana                                 | Obsidiana                                 |